# Опланићи
Опланићи су насељено место града Краљева у Рашком округу. Према попису из 2022. било је 757 становника. Опланићи обједињује 5 засеока: Ковачане, Подгорце, Парлоге, Избицу и Равни Гај.

## Историја села
Село Опланићи се помиње 1428/1429. године, како се претпоставља, под именом Платов, 1528. године (18 кућа) као Горњи Свињци 1560. године (14 кућа) 1572. године (11 кућа) 1595. године под данашњим називом, 1844. године (46 кућа и 268 становника) и 1924. године (115 домова и 730 кућа). На географским картама из 1700. године, први пут је уцртано место Опланићи, тачно на месту куда је водила граница између Аустрије и Турске. Кроз векове село је расло и развијало се а са њим су се мењале и навике његових мештана.

## Познати мештани
Боби Роудс, италијански глумац, звезда ''шпагети'' вестерна.

## Географија
На левој страни Западне Мораве, у подножију Котленика сместило се питомо село Опланићи, с обе стране локаланог пута Сирча-Милочаји. Опланићи је удаљено 6 км од града Краљева. Село се налази на 271 м надморске висине. Са леве стране Западне Мораве, Опланићи окружује три села: Сирча, Поповићи и Трговиште. А са десне стране Западне Мораве два села: Грдица и Адрани.
- Мост између Опланића и Грдице
- Мост између Опланића и Адрана

## Црква у Опланићима Свети Архангел Гаврило
Црква у Опланићима посвећена је Светом Архангелу Гаврилу, саграђена је прилогом мештана села Опланића и Поповића у периоду од 1989. до 1991. године. На истом ово месту постојало је црква брвнара, која по предањима саграђена за време великих сеоба Срба.
Стаовници села су Хришћанни (пралославци), друге вере нису заступљене. Славе које се највише славе у селу су: Александар Невски (коју славе 38 кућа), Митровдан, Свети Лука, Свети Јован. Сеоска литија је прва Тројица, крстоноше се окупљају код цркве Свети Илија у селу Сирчи. Прва молитва је на Лекином брду, запис дуд, друга молитва је Подгорци, запис багрем, трећи запис је код Ратска Миленковића, запис јабука, четрвти запис је у цркви у Опланићима. После се учесници литија враћају до записа код Подгораца, где се врши примопредаја колача за наредног домаћина литија. После примопредаје иде се код домаћина на гозбу. Ове обичаје камером је забележио РТС, као традиционалне и оригиналне и чува их у свом архиву.
- Црква у Опланићима Свети Арханђел Гаврило
- Црква у Опланићима Свети Арханђел Гаврило

## ФК Младост Опланићи
ФК Младост Опланићи је основан 1925. године. На оснивању се завао ФК Земљорадник. Давне 1925 године је основан фудбалски клуб Земљорадник, не случајно. Овај назив је изабран зато што реч земљорадник има 11 слова, колико има играча у фудбалском тиму. Фудбал у Опланићима почела много раније да се котрља, захваљујући Ивану Брожићевићу, човек познат по изградњи споменика Солунским јунацима. Он је тада предао прву лопту попу Милораду Благојевићу а овај је поклонио Животи Стефановићу. Тада фудбалски дружине имале у Сирчи, Адранима, Мрсаћу, Ратини и Бресници. Сведоци ових првих фудбалских утакмица су били између осталих: Момчило, Филип, Љубинко, Бранко, Живорад и Милош Игрутиновић, Милун Подгорац, Ристо Думић, Живот Стефановић, Мидо Терзић и многи други.
- ФК Младост Опланићи
- ФК Младост Опланићи

## КУД Опланићи
КУД Опланићи формиран је 1988 године, оснивач групе и солиста је Ратско Миленковић рођен у селу Опланиће 1929 године. Много година раније певало се и дружило. Први наступ су имали у емисији “Селима у походе“. Све што се радило било је на понос села и самих мештана. За собом имају успешну каријеру записану на две касете, са 50-етак, традиционалних песама као трајне ахривске снимке за радио Београд. Наступали су успешно на многим манифестацијама: београдски побеник 2005 године, новембарске баграде града Краљева, вишетруки су победници на сабору у Тополи, међународном фестивалу у Нишкој Бањи, „Чобанским данима” у Косјерићу, Сабора „Прођох Левач, прођох Шумадију”. Више пута РТС је баш у Опланићима снимао, целовечерњу емисију о народним обичајима, када су велики празници, како изгледа једно српско село у Шумадијском делу Краљева. Песме које су прославиле овај КУД и довеле до тога да за РТС сниме касету су: Ој Мораво мутна водо, Ој Зорице Зоро моја, Једна звезда преко неба шара и Са планине ветар дува.
- КУД Опланићи
- КУД Опланићи
- КУД Опланићи

## Ловачко друштво "Котленик"
Ловачке секције:
1. Сирча
2. Опланићи
3. Поповићи
4. Милочај
5. Цветке
6. Тавник
7. Лађевци
8. Обрва
Ловачко удружење Краљево. Организација: 6 друштава (Гледићке планине, Ловац, Котленик, Зец, Стефан Немања, Столови) и броји 53. секције
- Ловачка секција  Опланићи  организатор лова.
- Ловачка секција  Опланићи  организатор лова.

## Ратарско-повртарски рејон
На основу природних карактеристика подручја и заступљене структуре производње извршена је реорганизација сеоских месних заједница. Ратарско-повртарски рејон обухвата село Опланићи.

## Познати мештани Опланића
Живко Подгорац
- Александар Тришовић, фудбалер.

## Демографија
У насељу Опланићи живи 750 пунолетних становника, а просечна старост становништва износи 43,2 година (41,7 код мушкараца и 44,7 код жена). У насељу има 289 домаћинстава, а просечан број чланова по домаћинству је 3,25.
Ово насеље је великим делом насељено Србима (према попису из 2002. године) 911 становника, а број
домаћинстава 280 (према попису из 2002. године), у последња три пописа, примећен је пад у броју становника.
|  |

| Демографија | Демографија | Демографија |
| Година      | Становника  | Становника  |
| ----------- | ----------- | ----------- |
| 1948.       | 892         |             |
| 1953.       | 933         |             |
| 1961.       | 936         |             |
| 1971.       | 935         |             |
| 1981.       | 955         |             |
| 1991.       | 944         | 937         |
| 2002.       | 911         | 928         |
| 2011.       | 899         |             |

| Етнички састав према попису из 2002.‍ | Етнички састав према попису из 2002.‍ | Етнички састав према попису из 2002.‍ | Етнички састав према попису из 2002.‍ | Етнички састав према попису из 2002.‍ |
| ------------------------------------ | ------------------------------------ | ------------------------------------ | ------------------------------------ | ------------------------------------ |
|                                      |                                      |                                      |                                      |                                      |
| Срби                                 | Срби                                 |                                      | 896                                  | 98,35%                               |
| Роми                                 | Роми                                 |                                      | 6                                    | 0,65%                                |
| Црногорци                            | Црногорци                            |                                      | 2                                    | 0,21%                                |
| Хрвати                               | Хрвати                               |                                      | 1                                    | 0,10%                                |
| Украјинци                            | Украјинци                            |                                      | 1                                    | 0,10%                                |
| Руси                                 | Руси                                 |                                      | 1                                    | 0,10%                                |
| Македонци                            | Македонци                            |                                      | 1                                    | 0,10%                                |
| непознато                            | непознато                            |                                      | 2                                    | 0,21%                                |

| Година пописа     | 1948. | 1953. | 1961. | 1971. | 1981. | 1991. | 2002. |
| ----------------- | ----- | ----- | ----- | ----- | ----- | ----- | ----- |
| Број домаћинстава | 182   | 193   | 203   | 230   | 246   | 255   | 280   |

| Број чланова      | 1  | 2  | 3  | 4  | 5  | 6  | 7  | 8 | 9 | 10 и више | Просек |
| ----------------- | -- | -- | -- | -- | -- | -- | -- | - | - | --------- | ------ |
| Број домаћинстава | 50 | 69 | 42 | 52 | 30 | 24 | 11 | 1 | 0 | 1         | 3,25   |

| Пол    | Укупно | Неожењен/Неудата | Ожењен/Удата | Удовац/Удовица | Разведен/Разведена | Непознато |
| ------ | ------ | ---------------- | ------------ | -------------- | ------------------ | --------- |
| Мушки  | 395    | 113              | 251          | 21             | 7                  | 3         |
| Женски | 394    | 56               | 263          | 68             | 6                  | 1         |
| УКУПНО | 789    | 169              | 514          | 89             | 13                 | 4         |

| Пол    | Укупно                    | Пољопривреда, лов и шумарство | Рибарство                            | Вађење руде и камена | Прерађивачка индустрија       |
| ------ | ------------------------- | ----------------------------- | ------------------------------------ | -------------------- | ----------------------------- |
| Мушки  | 188                       | 44                            | 0                                    | 0                    | 59                            |
| Женски | 102                       | 25                            | 0                                    | 0                    | 32                            |
| УКУПНО | 290                       | 69                            | 0                                    | 0                    | 91                            |
| Пол    | Производња и снабдевање   | Грађевинарство                | Трговина                             | Хотели и ресторани   | Саобраћај, складиштење и везе |
| Мушки  | 4                         | 8                             | 15                                   | 0                    | 21                            |
| Женски | 0                         | 1                             | 14                                   | 2                    | 1                             |
| УКУПНО | 4                         | 9                             | 29                                   | 2                    | 22                            |
| Пол    | Финансијско посредовање   | Некретнине                    | Државна управа и одбрана             | Образовање           | Здравствени и социјални рад   |
| Мушки  | 2                         | 4                             | 9                                    | 1                    | 2                             |
| Женски | 0                         | 1                             | 1                                    | 6                    | 13                            |
| УКУПНО | 2                         | 5                             | 10                                   | 7                    | 15                            |
| Пол    | Остале услужне активности | Приватна домаћинства          | Екстериторијалне организације и тела | Непознато            | Непознато                     |
| Мушки  | 8                         | 0                             | 0                                    | 11                   | 11                            |
| Женски | 3                         | 0                             | 0                                    | 3                    | 3                             |
| УКУПНО | 11                        | 0                             | 0                                    | 14                   | 14                            |